# تأمل
التأمل هو طقس ممارسة يقوم فيها الفرد بتدريب عقله لتحفيز الوعي الداخلي، ويحصل في المقابل على فوائد معنوية وذهنية.

## فوائد التأمل
- التأمل تمرين هام ومفيد للجسم والعقل والروح إذا مارسته بطريقة صحيحة فهو يعطيك الشعور بالاسترخاء، ويجعلك تتصل بنفسك الطبيعية ومن ثَّم تستطيع التفكير بشكل أنضج وعلى نحو إبداعي ويجعلك تتجه إلى خلق كل ما هو جديد ومبدع في حياتك.
فستجد بعد ممارستك بوقت للتأمل، بشعور الوعي الداخلي الذي يتأصل بداخلك وهذا بدوره نافع ومفيد للنمو الجسدي. وليس بوسع شخص أن يجعلك سعيداً ومتفائلاً غير نفسك أنت، فكل واحد منا عليه أن يكتشف طريقه لكي يسير فيه، وصحيح أن دور الأصدقاء والعائلة في تقديم يد المساعدة شيئاً ضرورياً وهاماً إلا أننا لا يجب أن نتأثر بهم إلى درجة كبيرة تجعلنا ننحرف عن مسارنا الذي يحقق أهدافنا وميولنا.

## نقد التأمل علمياً والتشكيك به
يدفع المشاركون مئات الدولارات من أجل تلك المانترا الخاصة بهم، ويميلون إلى تصديق أن هذه التعويذات فريدة ولا يشاركهم فيها أحد. في نيسان/ أبريل،2007 بلغت كلفة الجلسة الواحدة (2500$)، أما في تموز/يوليو،2010 أصبحت التكلفة (1500$) للبالغين ونصف هذه القيمة للطلاب. أما في شباط/فبراير،2015  كانت تكلفة الجلسة (960$) للبالغين و (360$)  للطلاب. الباحثون وجدوا بأن التأثيرات الجانبية التي توصلوا اليها مشابهة لتلك التي وجدت في الدراسة الألمانية عن التأمل في خلاصتها ما عرف بالاسترخاء المسبب للقلق ووصفت النتائج أيضاً بالزيادة المتناقضة للتوتر وقلة دوافع الحياة والملل والآلم والأختبار المضر بالحقيقة والارتباك والتشويش والشعور بالعزلة والاكتئاب وزيادة السلبية وإدمان التأمل والشعور بعدم الراحة عند الحركة والانتشاء والسلوك التدميري وشعور الرغبة بالانتحار والخوف والغضب والقلق واليأس.
الاختبارات أظهرت أن التأمل يأتي ببعض الإشارات العصبية التي تختلف بشكل كبير مع  تلك التي تظهر عند الاسترخاء والراحة وفقاً لمؤيدي التأمل التجاوزي (أحد أشهر أنواع التأمل). كما يدعي مروجوا التأمل القدرة على الطيران رغم ان ذلك لم يحدث أبداً وقد توقفت تلك الإدعاءات في الفترة الأخيرة.
في إحدى المناقشات إدعى أحد أساتذة جامعة مهاريشي في الولايات المتحدة والتي تقوم على أساس الترويج للتأمل، بأن إحدى مدن ولاية ايوا التي يكثر فيها عدد المؤمنين بالتأمل بأن المدينة تمتلك صفات فريدة من حيث قلة الجرائم وحوادث السير وجودة المحاصيل، غير أن التحقق لاحقاً من قبل الدكتور المناقش أظهر عدم وجود أي نسبة مميزة تكلم عنها مروج التأمل.
في اعلاناتهم يركز مروجوا التأمل على الفوائد العملية للتأمل وخصوصا التخلص من التوتر. ويظهر مروجي التأمل فيدوهات للأعضاء من مختلف أنحاء العالم وهم يؤيدون ويشهدون لفوائد التأمل. لكنهم لايذكرون نتائج البحوث والاختبارات العلمية التي تظهر نتائج مشابهة لنتائج التأمل والتي يمكن الحصول عليها عن طريق الاصغاء إلى الموسيقى الهادئة أو تأدية بعض تمارين الاسترخاء والتي يمكن تعلمها عن طريق كتب معينة.
وزاد بالتشكيك في التأمل الأجندة السياسية لمروجيه في الولايات المتحدة ولاسيما مؤسسة مهاريشي وذلك إثر الحملات الاعلامية والدعوات لاقناع الحكومة بإدخال التأمل ضمن التعليم في سنة 1995 مثل جهود جون بلاك (John Black) التابع لمؤسسة التأمل التجاوزي في الولايات المتحدة.

## كيف تتأمل
توجد أساليب عديدة للتأمل «تجسيد الصورة الذهنية» هي أولى المراحل التي ينبغي أن تبدأ بها والتي يتم فيها خلق صورة في العقل لشيء معين ثم التركيز عليه بشكل كلي يمكنك من عدم رؤية أي شيء من حولك سوي هذه الصورة التي رسمتها في عقلك والتي تجدها في صورة مرئية أمام عينيك.
- لابد وأن يكون التأمل في مكان هادئ، وأن تكون الإضاءة من حولك طبيعية ومعتدلة. لا تستخدم إضاءة الفلوروسنت، لابد وأن يملأ الهواء النقي جنبات الحجرة. وألا تكون درجة حرارة الغرفة مرتفعة أو منخفضة بل معتدلة. لابد وأن يكون المكان مريحاً فإما أن يوجد زرع أو شموع من حولك، أو الاستماع إلى موسيقي هادئة.
- الجلوس في وضع مريح (وضع القرفصاء)، على أن يكون العمود الفقري في وضع مستقيم ومريح والرأس متعامدة على الكتفين. كلما كان العمود الفقري في وضع مستقيم كلما تمت عملية التنفس بسهولة أكثر وكلما انتظمت الدورة الدموية، من الممكن إمالة الرأس قليلاً إلي الأمام لإعطائك المزيد من الاسترخاء. مع ارتكاز اليدين علي الركبتين.
- يمكن فتح العين أو غلقها اختر الوضع الأكثر راحة لك، ولكن إذا شعرت بالنعاس عند غلق العين عليك بفتحها وأن تتجول بها فيما حولك لبضعة دقائق وعندما تتنبه ويعود إليك الوعي إغلقها ليس بشكل كلي. لابد وأن يكون الفك واللسان في وضع الاسترخاء.
- التنفس مهم وضروري في عملية التأمل، تنفس بعمق وهدوء. وبمجرد أن تبدأ في التأمل ستجد أن عملية التنفس تتم ببطء وبعمق فور انصهار همومك.
- من الأفضل أن تتم عملية التأمل في الصباح الباكر، أي في بداية اليوم لأن المخ يكون خالياً من أية أفكار. كما أن هذا التوقيت يساعدك علي توليد الطاقة والسلام الداخلي الذي يمكنك من الاسترخاء ويجعلك منتجاً في يوم شاق عليك. ولا يشترط أن يكون الميعاد في الصباح الباكر لأن ذلك يعتمد على أسلوب حياة كل شخص.
- ليس من المحبذ أن تتأمل وأنت تحت تأثير الكحوليات أو أي عقار من العقاقير أو عندما تكون ممتلئ المعدة.
- اعطي الفرصة لنفسك لكي تمارس التأمل مرة أو مرتين في اليوم الواحد علي أن تستغرق كل مرة من 20 - 30 دقيقة.
- بعد الانتهاء من التأمل لا تعود فجأة إلي نشاطك اليومي.
- عليك بفتح عينيك وإلقاء نظرة على الأشياء التي تحيط بك أي لابد وأن تتكيف أولاً مع كل شيء من حولك، والعودة بنفسك إلي تذكر مهام الحياة اليومية.
- لن يخلصك التأمل من متاعب ومشاكل الحياة اليومية لكنه يمكنك من التعامل معها بأسلوب عملي وإيجابي بدون أن تتعرض للمعاناة والأزمات النفسية.

## الأديان والتأمل
ليس عليه أي اختلاف ديني، فهو يهدف إلى الوصول إلى السلام الروحي والعقلي عن طريق تصفية الذهن من الأفكار السلبية واكتساب طاقة ايجابية تساعدك على مواجهة مشاكلك اليومية بحكمة وهدوء، وهذا ما يعزز من الترابط الوثيق بين الدين والتأمل.

## يوم التأمل العالمي
يعتبر يوم 21 مايو من كل عام هو يوم التأمل العالمي.

## التأمل الموجه أو الاسشاري
التأمل (بالإنجليزية: meditation)‏ هو إحدى العمليات أو التي يقوم المشاركين فيها بالتأمل استجابةً لإرشادات المدرب أو المعلم المتخصص، إما شخصيًا أو عن طريق النص المكتوب أو تسجيل الصوت أو الفيديو أو وسائل الإعلام السمعية البصرية التي تحتوي على الموسيقى أو التعليمات اللفظية، أو مزيج من كليهما.
غالبًا ما تؤدي هذه العملية إلى انخراط المشاركين في التصور وتوليد الصور الذهنية التي تحاكي أو تُعيد إنشاء الإدراك الحسي للمشاهد
 و الأصوات  و الأذواق و الروائح و الحركات والصور المرتبطة باللمس مثل الملمس ‏ و درجة الحرارة و الضغط فضلًا عن تجربة تصور المحتوى العقلي التي يخوضها المشاركين متحدين بذلك الفئات الحسية التقليدية. يمكن أن يعجل توليد مثل هذه الصور الذهنية عواطف أو مشاعر قوية متلعقة بتلك الصور
يساعد المدربون أو المُعلمون المتخصصون في التأمل الاسترشادي المشاركين في توثيق تجربتهم الشعورية من خلال التدوين في مفكرات أو مذكرات خاصة بهم. وبالإضافة إلى تسجيل تجربتهم في التأمل الاسترشادي، يستطيع الأفراد أيضًا توثيق بعض التصورات اللاإرادية السلبية والغير مرغوب فيها مع مرور الوقت، وهو أمر شائع بين حالات الاكتئاب و اضطراب ما بعد الصدمة (PTSD) والقلق الاجتماعي. كما يمكنهم أيضًا توثيق بعض التصورات الإيجابية المُولدة عمدًا عند ممارسة التقنيات التي تعلموها من المدرب أو المعلم. يمكن أن توفر هذه التدوينات المعلومات والبصيرة الجسدية والعقلية للمشارك والتي قد تساهم في صياغة الخطة العلاجية. يشيع استخدام مصطلح «التأمل الاسترشادي» في الممارسات الطبية و البحث العلمي و التحقيق العلمي للدلالة على مجموع التقنيات المتكاملة. تضم التقنيات الأكثر شيوعًا واستخدامًا في التأمل الاسترشادي موسيقى التأمل ‏ والعلاج بالموسيقى و الصور الاسترشادية و الاسترخاx ء وبعض أشكال الممارسات التأملية.قد يتم استخدام التنويم المغناطيسي كجزء من تلك الممارسات. ووضح الطبيب النفساني مايكل دي يابكو ‏ تشابهًا ملحوظًا بين إجراءات التنويم المغناطيسي وإجراءات التأمل الاسترشادي.
يحلل ويناقش المحققين والأطباء والباحثين في كثير من الأحيان تأثيرات وفعالية تلك الإجراءات في المجمل، ونتيجة لذلك يصعب في كثير من الأحيان إثبات بعض النتائج الإيجابية أو السلبية لتلك التقنيات المستخدمة في التأمل الاسترشادي. وعلاوة على ذلك، كثيرًا ما يستخدم مصطلح «التأمل الاسترشادي» بالتبادل مع شروط «التخيل الاسترشادي» وفي بعض الأحيان مع «التصور الخلّاق» في علم النفس الشعبي، وبعض مؤلفات التنمية البشرية، وإلى حد أقل في المنشورات الأكاديمية والعلمية. وبالتالي يتطلب فهم طبيعة ونطاق واستخدامات التأمل الاسترشادي والقيود المفروضة على استخدامه النظر في سياق العلاقة المتعددة مع التقنيات المستخدمة في تلك الممارسات، مما يسمح بالاختلافات بين تلك المصطلحات.
 تأظهر التأمل الاسترشادي عند استخدامه ضمن تقنيات الموسيقى التأملية والعلاج بالموسيقى والتخيل الاسترشادي والاسترخاء والتطبيق العملي التأملي ومراجعة الذات اليومية من خلال المفكرات فعالية في تعجيل الحصول على الفوائد العلاجية والتعليمية والتأهيلية عند استخدامه كمساعد للاستراتيجيات الطبية والتعليمية الابتدائية، كوسيلة لتقليل مستويات التوتر [37][39] وتقليل عدد مرات حدوث ومدة وشدة أزمات الربو  و إدارة الألم  وتطوير مهارات المسايرة  وتنفيذ المهام تحت بعض الظروف  وتقليل معدل حدوث الأرق [55][59] وتخفيف مشاعر الغضب  وتقليل حدوث التشويه المعرفي  وتهدئة القلق  ورفع مستويات التفاؤل  وتعزيز القدرات البدنية والعقلية وتحسين مستوى الشعور بالرفاهية و جودة الحياة.